# هواسون
هواسون (به لاتین: Hwasun County) یک منطقهٔ مسکونی در کره جنوبی است که در استان جئولانام-دو واقع شده‌است. هواسون ۷۸۶٫۲۳ کیلومتر مربع مساحت و ۷۸٬۶۱۰ نفر جمعیت دارد.